# Okwui Okpokwasili
Okwui Okpokwasili, née le 6 août 1972, est un artiste, actrice, interprète, chorégraphe et écrivaine nigériano-américaine. Ses performances multidisciplinaires s'inspirent de sa formation en théâtre et décrit son travail comme étant « à l'intersection du théâtre, de la danse et de l'installation ». Plusieurs de ses œuvres sont liées à des événements historiques survenus au Nigéria. Elle s’intéresse particulièrement à la mémoire culturelle et historique et à la façon dont l’imaginaire occidental perçoit les corps africains.

## Biographie
Okwui Okpokwasili est née le 6 août 1972 dans le Bronx, à New York. Elle est la fille d'immigrants nigérians Igbo, qui ont déménagé aux États-Unis pour fuir la guerre civile nigériane à la fin des années 1960,. Elle a fréquenté l'Université de Yale, où elle a rencontré le réalisateur Andrew Rossi, qui a réalisé un documentaire sur sa pièce Bronx Gothic.

## Carrière
Okwui Okpokwasili est devenue une figure clé de la scène de danse expérimentale new-yorkaise. Elle est connue pour plusieurs performances solo et pour ses fréquentes collaborations avec Ralph Lemon et Peter Born, son mari. Ce dernier dirige et conçoit souvent l'éclairage et la mise en scène des performances de sa femme.
Elle est également connue pour son rôle dans le clip de l'album 4:44 de Jay-Z créé par TNEG, une société de production fondée par Arthur Jafa.
En avril 2017, elle s'est produite au Mass MOCA, répondant à l'installation massive de Nick Cave, Until, avec une danse in situ. La performance a été co-sponsorisée par Jacob's Pillow Dance.
Elle a joué le rôle de KK dans le film de Josephine Decker Madeline's Madeline, sorti en 2018.
Dans le contexte théâtral, Okwui Okpokwasili a joué le rôle d'Hippolyta dans l'adaptation de Julie Taymor du Songe d'une nuit d'été, de Shakespeare, en 2013.
En 2023, elle a joué dans L'Exorciste : Dévotion, aux côtés de Leslie Odom Jr. L'année suivante, elle interprète le rôle de Vertigo dans la série Marvel Studios Agatha All Along.

## Théâtre

### Pent Up: A Revenge Dance
Il s’agit de sa première pièce en collaboration avec son mari Peter Born. Elle a remporté un New York Dance Award en 2010 et un Bessie Award en 2009. Centrée sur une mère et sa fille, l’œuvre prend en compte les conflits culturels et générationnels.

### Bronx Gothic
Dans cette performance semi-autobiographique de 90 minutes qu'elle a également chorégraphiée, Okpokwasili joue deux jeunes filles noires qui parlent de leur croissance, de leur vulnérabilité et de la découverte de la sexualité.
La pièce fait l'objet d'un documentaire d'Andrew Rossi, qui met en lumière le processus de création de l'œuvre. Le critique culturel Hilton Als a fait l'éloge de cette pièce dans une critique de 2017 de Poor People's TV Room. La pièce a été commandée par Danspace Project et Performance Space 122 en 2014.

### when I return who will receive me
Il s'agit d'une performance de groupe impliquant sept interprètes féminines chantant, parlant et dansant. Au cours des deux heures de la pièce, le public était autorisé à se déplacer dans l'espace de la caverne militaire, tandis que les interprètes se déplaçaient dans les espaces d'installation. L'œuvre a été commandée par le Lower Manhattan Cultural Council.

### Poor People's TV Room
Cette pièce s'intéresse aux mouvements de résistance des femmes au Nigéria, en particulier la guerre des femmes en 1929, lorsque le pays était sous domination britannique, et l'enlèvement de 300 écolières en 2014 par Boko Haram. Dans le cadre de ce projet, Okpokwasili a également étudié l'industrie cinématographique au Nigéria, connue sous le nom de Nollywood, en examinant les représentations des femmes dans un cinéma où les cultures africaines et occidentales se croisent.
Dans une interview avec Jenn Joy pour le magazine Bomb, elle a déclaré que son œuvre « parle d'une absence critique que je ressens lorsqu'une tragédie se produit, comme l'enlèvement de filles par Boko Haram et la guerre des femmes au Nigeria. Mon travail ne porte pas explicitement sur les femmes incroyables du nord du Nigeria qui se sont rassemblées pour faire honte à leur gouvernement afin qu'il fasse quelque chose pour récupérer ces 300 filles enlevées. Les femmes africaines ne sont pas seulement victimes des colonisateurs et des gouvernements oppressifs ou corrompus. Elles ont créé des collectifs, se sont battues et ont défendu leur visibilité depuis longtemps. Je ne veux pas faire de travail documentaire, mais je ne veux pas non plus que ces femmes disparaissent. Mon œuvre porte sur la visibilité. »
Elle a cité comme influence majeure le romancier nigérian Amos Tutuola, connu pour avoir incorporé des éléments du folklore Yoruba dans ses œuvres.
Les recherches menées par Okpokwasili pour Poor People's TV Room ont également inspiré Sitting on a Man's Head, une œuvre qu'elle a présenté à la Biennale de Berlin en 2018.

## Filmographie
- 2025 : The Woman in the Yard de Jaume Collet-Serra

## Distinctions
Okwui Okpokwasili a reçu plusieurs Bessie Awatds pour ses performances, notamment dans des œuvres qu'elle a écrites et développées elle-même. En 2018, elle a reçu une Bourse MacArthur, un prestigieux « Genius Award » qui permet aux lauréats de développer davantage leur talent.